# Chrysobothris fluvialis
Chrysobothris fluvialis es una especie de escarabajo del género Chrysobothris, familia Buprestidae. Fue descrita científicamente por Moore en 1986.